# Остання ніч (фільм, 1936)
«Остання ніч» — радянський історико-революційний художній фільм 1936 року режисера Юлія Райзмана за мотивами повісті Євгена Габриловича «Тихий Бровкін» (1936) про збройне повстання московських робітників в жовтні 1917 року. Перша роль у кіно актора Олексія Консовського.

## Сюжет
В одну з жовтневих ночей на балу гімназисти й офіцери знущаються над закоханістю «сина кухарки» Кузьми Захаркіна в дочку фабриканта Леонтьєва Олену. Гарматний залп перериває веселощі. У місті починається збройне повстання робітників. У цю ніч в Москву приїжджають двоє: старший син робітника Захаркіна матрос Петро, посланий з Петрограда в розпорядження Московського революційного комітету, і переодягнений у цивільне поручик Олексій Леонтьєв, син фабриканта. У пролетарській квартирі старий Захаркін і його син Ілля слухають розповідь Петра про здобуття Зимового палацу. Сім'я робітника відправляється в революційний штаб. Голова ревкому Михайлов призначає Петра командиром загону червоногвардійців і ставить перед ним завдання — відрізати Олександрівське військове училище, штаб юнкерів, від Брянського вокзалу. Загін займає гімназію. Старий Захаркін з берданкою в руках чатує арештованого фабриканта Леонтьєва. Тим часом Кузьма, який кинувся шукати батька і братів, випадково опиняється серед юнкерів. Намагаючись перейти до своїх, він гине. Загін юнкерів, керований Олексієм Леонтьєвим, атакує позиції червоногвардійців і захоплює гімназію. Убитий кулею свого колишнього господаря, вмирає старий Захаркін. Петро отримує завдання ревкому підняти Хамовничеські казарми і вивести 193-й полк. У той час як поручик Леонтьєв намагається схилити на свою сторону солдат, які вагаються, у дворі казарми з'являється група червоногвардійців. Падає убитий офіцером Ілля. Петро Захаркін звертається до солдатів з полум'яною більшовицькою промовою і піднімає полк проти білих. Об'єднані сили червоногвардійців і солдатів захоплюють Брянський вокзал. Серед полонених присутній і поручик Леонтьєв. До перону підходить ешелон. Солдати, послані на підтримку сил контрреволюції, братаються з повсталим народом. Червоногвардійці на чолі з головою ревкому Михайловим йдуть назустріч новим боям.

## У ролях
- Іван Пельтцер —  Єгор Захаркін, батько
- Марія Яроцька —  Захаркіна, мати
- Микола Дорохін —  Петро Захаркін
- Олексій Консовський —  Кузьма Захаркін
- В. Попов —  Ілля Захаркін
- Микола Рибников —  Петро Іларіонович Леонтьєв, батько
- Сергій Вечеслов —  Олексій Леонтьєв
- Тетяна Окуневська —  Олена Леонтьєва
- Леонід Князєв —  Шура Леонтьєв
- Михайло Холодов —  Соскін, прапорщик
- Володимир Грибков —  Михайлов, голова Ревкому
- Іван Аркадін —  Семіхатов, комівояжер
- Осип Абдулов —  полковник
- Володимир Дорофєєв —  начальник станції  (немає в титрах)
- А. Ковалевський —  офіцер  (немає в титрах)

## Знімальна група
- Режисер: Юлій Райзман
- Сценаристи: Євген Габрилович, Юлій Райзман
- Композитор: Олександр Веприк
- Оператор: Дмитро Фельдман
- Художник: Олексій Уткін
- Співрежисер: Дмитро Васильєв
- Звукорежисер: Володимир Богданкевич
- Монтаж: Григорій Широков